# Candy Bauer
Candy Bauer (født 31. juli 1986) er en tysk bobslædefører.
Han repræsenterede Tyskland under vinter-OL 2018 i Pyeongchang, hvor han tog guld i firer-bob.
Under vinter-OL 2022 i Beijing tog han guld i firer-bob.